# Wehrmacht

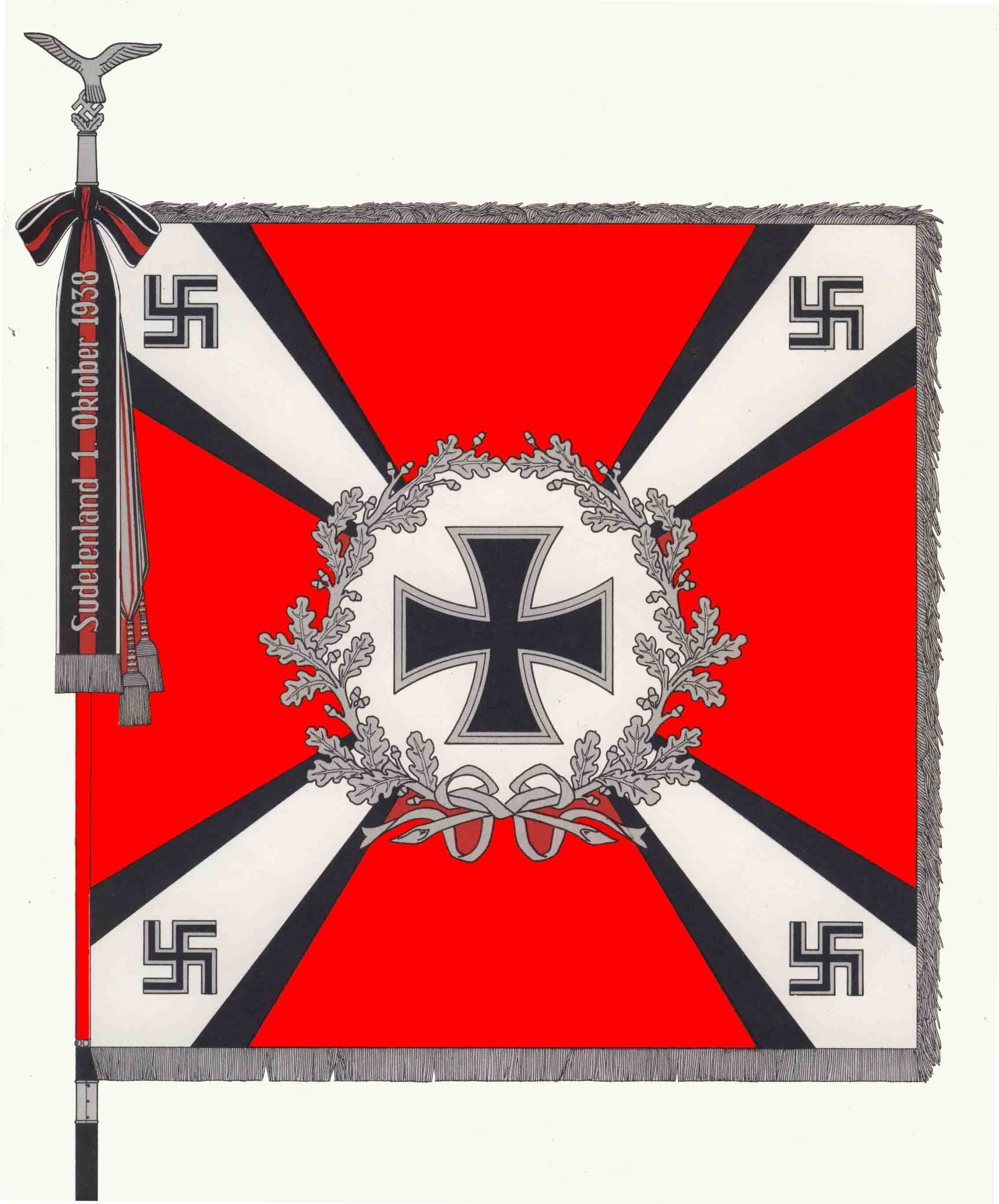
Imagine 1 - Wehrmacht --- Steagul infanteriei germane din wehrmacht, 1938.

Wehrmacht (ascultați)ⓘ ("Forță de apărare", cuvânt de origină germană, pronunție: [ pron. ver-maht ] ) a fost numele oficial al forțelor armate ale Germaniei naziste între 1935 și 1945. În limba română se poate folosi un cuvânt corespunzător, care se scrie cu literă mică: wehrmacht. În timpul celui de-al Doilea Război Mondial structura wehrmachtului a constat din armata de uscat (numită das Heer), marina de război (die Kriegsmarine) și din forțele aeriene (die Luftwaffe), având ocazional aportul unităților paramilitare ale partidului nazist:  Schutzstaffel (larg cunoscută sub acronimul SS) și Sturmabteilung (larg cunoscută sub acronimul SA).

## Originea termenului
Înainte de fondarea Partidului nazist NSDAP termenul Wehrmacht fusese utilizat pentru a desemna forțele armate ale Germaniei, precum și cele ale altor națiuni. Spre exemplu, articolul 47 al Republicii de la Weimar, din 1919, declara pe Reichspräsident, președintele Republicii, drept „comandant suprem al  întregului Wehrmacht al Reich-ului”. Analog, o referire la Englische Wehrmacht se referea la ansamblul tuturor forțelor militare britanice. Termenul oficial de referire la armata Republicii de la Weimar era Reichswehr (Forțele de apărare ale imperiului).
În 1935 armata germană a fost redenumită oficial din Reichswehr în Wehrmacht, rămânând cu acest nume până în 1945, adică până la capitularea Germaniei naziste și încheierea celui de-al Doilea Război Mondial în Europa. Aflată sub forțele de ocupație ale Aliaților, Republica Federală Germania și-a reorganizat forțele militare între 1949 și 1955, dându-le denumirea generalizată de Bundeswehr, direct tradus Apărarea federației, care se păstrează și până azi.
Ca atare, termenul "wehrmacht" și-a pierdut semnificația inițială generalizată, în zilele noastre el fiind asociat uneori  cu  Germania nazistă ca putere militară până și în perioada celui de-al Doilea Război Mondial. Aceasta este valabil nu numai în germană, dar și în engleză și în multe alte limbi.

## Istorie
După terminarea Primului Război Mondial, care s-a încheiat cu capitularea Germaniei, mai exact a Imperiului German, Tratatul de la Versailles din 1919, care a consfințit terminarea războiului, a impus forțelor armate ale Germaniei condiții extrem de severe. În Germania s-a instituit apoi Republica de la Weimar.
Astfel, armata de uscat a fost limitată la cel mult 100.000 de oameni la care se adăugau încă 15.000 în marină.  Întreaga flotă urma să aibă maximum 6 vase de luptă, 6 crucișătoare și 12 distrugătoare. Tancurile și artileria grea au fost total interzise. Forțele aeriene au fost dizolvate. O nouă denumire și un nou ansamblu de forțe armate au fost create la 23 martie 1921, sub numele de Reichswehr. Serviciul militar obligatoriu a fost, de asemenea, abolit, potrivit condițiilor aceluiași Tratat de la Versailles.
Imediat, Germania a început o serie de acțiuni secrete pentru scurtcircuitarea acestor măsuri punitive. Una din cele mai importante acțiuni în acest sens a fost încheierea unui tratat secret cu Uniunea Sovietică, cunoscut ca Tratatul de la Rapallo din 1922. Generalul maior Otto Hasse s-a deplasat în secret în Uniunea Sovietică în 1923, pentru a negocia totul în amănunțime.

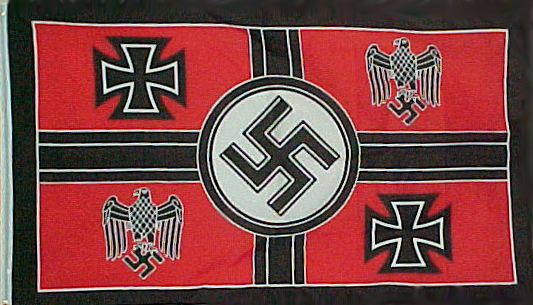
Imagine 2 - Wehrmacht --- Unul din steagurile de luptă ale wehrmachtului. Se remarcă prezența a două cruci de fier stilizate, simbolul wehrmachtului, una stânga sus și alta dreapta jos.

Acordul și convențiile încheiate prevedeau că Germania urma să ajute Uniunea Sovietică economic  în diferite aspecte concrete ale industrializării, și militar cu pregătirea ofițerilor sovietici în Germania. Specialiștii germani în tancuri urmau să fie pregătiți în Rusia, iar cercetarea, experimentarea și fabricarea de arme chimice urmau să fie realizate tot în Rusia sovietică. Pot fi menționate centrele de la Lipetsk, unde au fost pregătiți 300 de aviatori germani alături de aviatorii sovietici, apoi Kazan, unde s-au desfășurat antrenamente pentru utilizarea tancurilor, precum și Saratov, unde s-au realizat cercetări și produceri de gaze de luptă.
După decesul președintelui Republicii de la Weimar Paul von Hindenburg de la 2 august 1934, absolut toți ofițerii și soldații forțelor armate germane au trebuit să jure personal lui Hitler un jurământ personal de loialitate. Începând din 1935 Germania a încălcat în mod public și cu impertinență toate restricțiile militare impuse de Tratatul de la Versailles, aceasta culminând cu reintroducerea serviciului militar obligatoriu la 16 martie 1935. În timp ce Tratatul stipula că numărul total de soldați și ofițeri să fie de maximum 100.000 de oameni, Hitler pregătea de război de fapt cel puțin 100.000 de oameni - anual.
Legea serviciului militar obligatoriu din 1935 introducea și numele de Wehrmacht ca nume al forțelor armate germane. Din această perspectivă, ziua de 16 martie 1935 poate fi considerată ca ziua de "naștere" a forțelor armate ale Germaniei Naziste. În același timp, această lege împreună cu "bâta" wehrmacht pot fi privite ca realizări concrete ale nazismului pe calea militaristă, revanșardă și suprematistă pe care Hitler o anunțase public cu sfruntare încă din 1923, deși imensa majoritate a celor de atunci l-au luat în derâdere, l-au disprețuit sau ignorat. Jurământul personal de credință față de Hitler, o "invenție" personală a acestuia, este cheia de boltă a supunerii necondiționate a wehrmachtului, dar și a poporului german în ansamblu, față de führer, începutul tuturor catastrofelor ce au urmat.
Semnul wehmachtului era o versiune stilizată a Crucii de Fier, așa numita Balkenkreuz, care a apărut pentru prima dată ca semn de marcare a avioanelor și tancurilor Reich-ului german, la sfârșitul Primului Război Mondial.
Se crede, de către mai mulți specialiști, că numărul total al soldaților care au servit în wehrmacht de-a lungul întregii sale existențe de 12 ani (1933 - 1945), deci nu numărul de soldați activi dintr-un anumit moment, este de aproximativ 18,2 milioane.  Acest număr reprezintă și estimarea unui expert în cel de-al doilea război mondial, istoricul german Dr. Rüdiger Overmans, care, în lucrarea sa Deutsche militärische Verluste im Zweiten Weltkrieg ("Pierderile militare germane în cel de-al doilea război mondial") estimează mult mai bine decât alți istorici anteriori pierderile totale ale wehrmachtului la circa 5,3 milioane de oameni. Estimările anterioare erau mult mai evazive, istoricii spunând că ar fi fost posibil orice număr între 3 și 7 milioane de soldați germani decedați în acești 12 ani. Istoricii sunt de acord însă că circa 11 milioane de soldați și ofițeri ai wehrmachtului au fost capturați ca prizonieri de război, dar nu există nici o sursă care ar putea spune câți dintre aceștia au decedat în prizonierat.

## Structura de comandă

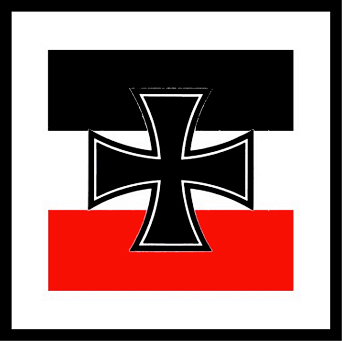
Imagine 3 - Wehrmacht --- Reichskriegsminister und Oberbefehlshaber der Wehrmacht 1933 - 1935 (Steagul Comandantului Suprem al Forțelor Armate)

În mod legal, comandantul suprem al wehrmachtului era Hitler în calitatea sa de șef al statului german, poziție pe care a obținut-o după decesul președintelui Paul von Hindenburg, în august 1934, și pe care a deținut-o până la sinuciderea sa de la 30 aprilie 1945. Inițial, administrarea și autoritatea militară au fost controlate de ministerul de război al Celui de-al Treilea Reich, poziția fiind deținută de Generalfeldmarschall Werner von Blomberg.  După demisionarea lui von Blomberg, în 1938, datorită scandalului iscat în urma Afacerii Blomberg-Fritsch, ministerul de război a fost desființat și a fost înlocuit de "Înaltul Comandament al Forțelor Armate" (în germană, Oberkommando der Wehrmacht sau OKW) sub comanda Generalfeldmarschall Wilhelm Keitel.
Deși, teoretic, OKW coordona toate activitățile militare, în realitate controlul lui Keitel asupra celorlalte comandamente supreme era limitată, întrucât armata de uscat (das Heer), marina de război (die Kriegsmarine) și arma aeriană (die Luftwaffe) aveau propriile lor comandamente după cum urmează: Oberkommando des Heeres (OKH, armata de uscat), Oberkommando der Marine (OKM, marina) și Oberkommando der Luftwaffe (OKL, forțele aeriene).  Fiecare din aceste "Înalte Comandamente" avea propria sa organizare și personal.
- OKW -- "Înaltul Comandament al Forțelor Armate"

Șeful Comandamentului Suprem al Forțelor Armate -  Mareșal Wilhelm Keitel
Chief of the Operations Staff - Colonel General Alfred Jodl
- OKH -- "Înaltul Comandament al Armatei"

Comandanții Armatei 
General colonel Werner von Fritsch (1935 - 1938)
Mareșal Walther von Brauchitsch (1938 - 1941)
Führer și Reichskanzler Adolf Hitler (1941 - 1945)
Mareșal Ferdinand Schörner (1945)
Mareșal Erwin Rommel
- OKM -- "Înaltul Comandament al Marinei"

Comandanții Marinei 
Mare Amiral Erich Raeder (1928 - 1943)
Mare Amiral Karl Dönitz (1943 - 1945)
Amiral General Hans-Georg von Friedeburg (1945)
- OKL -- "Înaltul Comandament al Forțelor Aeriene"

Comandanții Forțelor Aeriene
Mareșal al Reichului Hermann Göring (până în 1945)
Mareșal Robert Ritter von Greim (1945)

## Corpurile de armată ale wehrmachtului
Corpurile de armată ale wehrmachtului, numite de  Heeresgruppe, care erau indicate prin litere mari ale alfabetului latin, erau împărțite la rândul lor în diferite armate (indicate doar prin numerale cardinale), respectiv prin indicarea locului de acțiune.
- Heeresgruppe A (din Caucaz) era alcătuită din 6 armate și două armate de tancuri, după cum urmează 2. Armee, 4. Armee, 9. Armee, 12. Armee, 16. Armee și 17. Armee, la care se adaugaseră 1. Panzerarmee, 4. Panzerarmee
- Heeresgruppe B (din 1943 în Franța sub comanda lui Erwin Rommel) era alcătuită din 3 armate, 4. Armee, 18. Armee (din 14 iunie la Paris), 17. Armee
- Heeresgruppe C era alcătuită din 4 armate, 1. Armee, 2. Armee, 6. Armee, 7. Armee
- Heeresgruppe D era alcătuită din 3 armate, 1. Armee, 7. Armee, 15. Armee
- Heeresgruppe E
- Heeresgruppe F
- Heeresgruppe G
- Heeresgruppe H (staționată în Olanda, "H" provine de la "Holland")
- Heeresgruppe Afrika era alcătuită din 2 armate, una italiană Întîia armată italiană și din 5. Panzerarmee
- Heeresgruppe Don (doar anii 1942 - 1943) era alcătuită dintr-un total de 886.000 de soldați, comandant - Generalfeldmarschall Erich von Manstein
- Heeresgruppe Kurland
- Heeresgruppe Nord era alcătuită din 2 armate, 3. Armee și 4. Armee – (Frontul de Răsărit, la 3 iulie 1944 a fost înfrântă la Minsk; la sfârșitul lui martie 1945 a fost dizolvată)
- Heeresgruppe Mitte (1943 staționată lângă Kursk; 1944, în cadrul operațiunii Operation Bagration a fost zdobită de ofensiva sovietică)
- Heeresgruppe Süd (comandant Gerd von Rundstedt, șeful statului major a fost Erich von Manstein)
- Heeresgruppe Nordukraine
- Heeresgruppe Ostmark
- Heeresgruppe Südukraine
- Heeresgruppe Weichsel

## Anii celui de-al doilea război mondial

### Privire generală

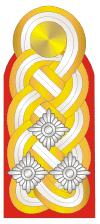
Însemne de general colonel al Wehrmacht

În fazele timpurii ale celui de-al doilea război mondial forțele mecanizate puternice ale celui de-al Treilea Reich, în special unitățile de tancuri și forțele aeriene, au repurtat succese concrete rapide, conform conceptului "blitzkrieg" ("război fulger"), ducând la ocuparea "în cascadă" a multor națiuni în timpul a doar câtorva săptămâni.
Aceste fapte au convins mulți strategi militari de eficiența noului concept de "armament variat" sau "larg", care, în contrast cu "armamentul profund" sau "adânc" convențional, poate furniza resurse și împrospătări de forțe pentru o lungă perioadă de timp. Oricum, când adversarii de calibru "greu" Marea Britanie, Statele Unite ale Americii și Uniunea Sovietică au intrat semnificativ în luptă, dovedind rezistență și tenacitate greu de doborât, tacticile războiului fulger nu au mai putut fi aplicate, și problemele conexe ce au apărut inerent (rată redusă de înlocuire a personalului și armamentului, probleme de alimentare cu combustibili, etc.) au făcut ca ideea de blitzkrieg să devină greu de apărat, și mai dificil de folosit ca tactică viitoare.

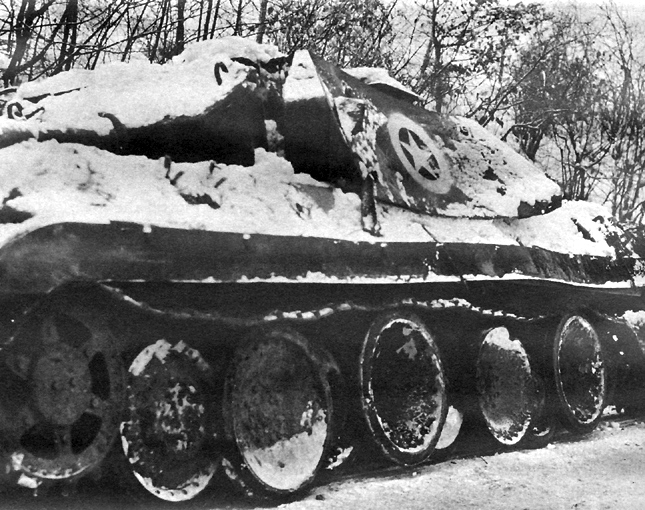
Tanc german deghizat ca tanc american.

Forța militară a wehrmachtului se baza mai degrabă pe tactici studiate în prealabil și mai puțin pe tactici bazate pe ordine directe date în cursul bătăliei, la care se adăugau întotdeauna și proverbiala disciplină germană. În ochii opiniei publice, armata germană, wehrmachtul, a fost întotdeauna percepută ca una high-tech, mai ales datorită faptului că numeroase tehnologii au fost pentru prima dată introduse în decursul celui de-al doilea război mondial, incluzând armele (bombele) cu reacție folosite pentru intimidarea populației Marii Britanii (rachetele V-1 și V-2), primul avion militar cu reacție (cunoscutul Messerschmitt Me 262) și submarinele de luptă germane (temutele U-boot).
În realitate, aceste cuceriri tehnologice reale, care erau propulsate masiv de propaganda nazistă, erau fie realizări târzii ale anilor finali ai războiului, fie erau produse în cantități mult prea mici pentru a reprezenta un adevărat pericol, fie nu corespundeau (încă) caracteristicilor funcționale așteptate, fiind doar prototipuri sau serii de produse imperfect puse la punct, ș.a.m.d..  Spre exemplu, doar 40 % din totalul unităților germane erau motorizate, forța de deplasare fiind masiv suplinită de cai și atelaje, respectiv deplasarea soldaților era frecvent făcută pe biciclete sau adesea pe jos. 
Compoziția etnică a celor care au servit în wehrmacht în timpul celui de-al doilea război mondial 
a fost variată.  Astfel, printre voluntarii care au servit în armata germană se numărau germani, austrieci, olandezi, danezi, scandinavi, oameni din statele baltice, spanioli, portughezi, oameni din anumite țări balcanice (în special croați) și ruși. Rușii au luptat în două corpuri diferite de armată, etnicii ruși în Armata de Eliberare Rusă, iar cei originari din Rusia, dar de alte naționalități, în Ostlegionen.  Toate aceste forțe, reprezentând aproximativ 5% din totalul efectivelor wehrmachtului de 18,3 milioane, de-a lungul celor 11 ani de existență oficială a sa (1934 - 1945), reprezentând un număr de aproape de 1 milion de soldați și ofițeri, erau sub conducerea generalului Ernst August Köstring.

### Teatre de luptă și campanii
- Blitzkrieg
  - Bătălia Poloniei ("Operațiunea Fall Weiss")
  - Războiul ciudat
  - Invazia Danemarcei și a Norvegiei ("Operațiunea Weserübung")
  - Bătălia Franței ("Operațiunea Fall Gelb")
  - Balcanii și Grecia ("Operațiunea Marița")
- Frontul de est (denumită inițial Operațiunea Barbarossa)
  - Bătălia Normandiei ("Campania din Normandia")
  - Campania din nordul Franței
  - Campania din sudul Franței ("Operațiunea Dragoon")
  - Bătălia Liniei Siegfried (TEO: "Campania Rhineland", "Campania Ardennes-Alsace")
  - Campania Central Europeană

### Crime de război
Wehrmachtul a comis numeroase crime de război în timpul celui de-al doilea război mondial, așa cum au fost:
- bombardamente de tip terorist ale orașelor "deschise";
- masacre ale civililor;
- execuții sumare ale comisarilor politici sovietici conform ordinului special emis de Hitler, așa-numitul Kommissarbefehl ("Ordin pentru comisari");
- execuții ale prizonierilor de război și ale civililor ostateci ca represalii pentru activitatea partizanilor din teritoriile ocupate.

Deși masivele exterminări asociate genocidului, respectiv Holocaustului, au fost comise primordial de către trupele SS și cele denumite Einsatzgruppen, implicarea wehrmachtului a constat din colaborarea dintre anumiți ofițeri și soldați ai armatei germane cu aceste Einsatzgruppen pentru depistarea, arestarea și executarea evreilor, dar și a altora considerați de către Partidul Nazist drept indezirabili. Chiar mai mult, nu rareori unii membri ai wehrmachtului au participat personal la execuții.
Procesul de la Nürnberg, deși i-a judecat și condamnat pe șeful OKW, mareșalul Wilhelm Keitel, respectiv pe șeful operațiilor Alfred Jodl pentru crime de război, totuși nu a declarat wehrmachtul o organizație criminală, așa cum a făcut-o cu organizații subordonate Partidului nazist ca de exemplu SS și SA. Această decizie a Tribunalului Procesului de la Nürnberg a fost percepută de mulți, incluzând mulți germani, ca o exonerare a armatei celui de-Al Treilea Reich.
Totuși, după trecerea timpului și reinterpretarea termenilor istorici, aproape toți istoricii germani, mai ales cei ai deceniilor 1970 și 1980, au devenit de acord că wehrmachtul a acționat de multe ori ca o organizație criminală, în special pe Frontul de Est. Din această perspectivă, întârzierea cu care opinia publică din Germania (și nu numai din Germania) a reacționat la dezvăluirea adevărului este un bun exemplu de implicare profund emoțională în analizarea critică a unui trecut care, deși a fost total mânjit de nazism, a fost văzut ca arătând, în chip fals desigur, o zonă a societății considerată relativ "curată."  Arhivat în 8 decembrie 2018, la Wayback Machine.
În special istoricii polonezi doresc ca publicul german larg să devină mult mai informat și conștient de atrocitățile comise de wehrmacht în timpul Campaniei din septembrie .

## După cel de-al Doilea Război Mondial
Ca urmare a capitulării necondiționate a Germaniei naziste în ziua de 7 mai 1945 (care a fost pusă în aplicare începând cu 8 mai 1945), Germaniei i s-a interzis să mai aibă vreo armată. Ca atare, armata germană, Wehrmacht, a fost dezmembrată.
Au trebuit să treacă aproape zece ani de tensiuni și confruntări internaționale puternice ale perioadei cunoscută ca Războiul Rece până când ambelor Germanii, atât Germaniei Federale, RFG, cât și Germaniei Democrate, RDG, li s-a permis să posede din nou forțe armate.
Armata RFG-ului, oficial creată la 5 mai 1955, a luat numele de Bundeswehr ("Apărarea federală"), acest nume având conotații temporale care "săreau" înapoi peste perioada nazismului până la Reichswehr.  Armata RDG-ului, oficial creată la 1 martie 1956, a luat numele de Nationale Volksarmee ("Armata populară națională"). În mod evident, nici una din aceste două armate naționale nu avea de unde recruta soldați și ofițeri profesioniști noi. În chip firesc, aceste două armate au avut pentru o perioadă semnificativă un număr important de soldați, subofițeri și chiar ofițeri care serviseră în wehrmacht.

## Membri marcanți ai wehrmachtului
Ofițeri germani marcanți ai anilor Wehrmachtului: 
- Ludwig Beck
- Fedor von Bock
- Walther von Brauchitsch
- Heinz Guderian
- Franz Halder
- Erich Hoepner
- Hermann Hoth
- Ewald von Kleist
- Albert Kesselring
- Hans Günther von Kluge
- Erich von Manstein
- Friedrich Olbricht
- Friedrich Paulus
- Erwin Rommel
- Gerd von Rundstedt
- Claus von Stauffenberg
- Erwin von Witzleben